# Hebenstretia paarlensis
Hebenstretia paarlensis är en flenörtsväxtart som beskrevs av H. Roessler. Hebenstretia paarlensis ingår i släktet gatörter, och familjen flenörtsväxter. Inga underarter finns listade i Catalogue of Life.